# Elophos pulchraria
Elophos pulchraria är en fjärilsart som beskrevs av Feichenberger 1962. Elophos pulchraria ingår i släktet Elophos och familjen mätare. Inga underarter finns listade i Catalogue of Life.